# نويل ستيفنسون
نويل ستيفنسون (بالإنجليزية: Noelle Stevenson)‏ هي فنانة قصص مصورة أمريكية، ولدت في 31 ديسمبر 1991 في كولومبيا في الولايات المتحدة.

## وصلات خارجية
- نويل ستيفنسون على موقع IMDb (الإنجليزية)
- نويل ستيفنسون على موقع قاعدة بيانات الفيلم (الإنجليزية)